# Ron Markus
Ron Markus (* 5. Januar 1974 in Regensburg) ist ein deutscher Drehbuchautor, Filmproduzent und Romanautor. Für seine Autorentätigkeit bei der TV-Serie Stromberg wurde er mit dem Grimme-Preis ausgezeichnet, für die Fernsehserie Andere Eltern für den Grimme-Preis nominiert. Er schrieb für die vielfach ausgezeichnete Fernsehserie Bad Banks und arbeitete als Autor und/oder Producer für Krimi-Fernsehserien wie Letzte Spur Berlin und Flemming.

## Werdegang
Ron Markus stammt aus einem Elternhaus von Geisteswissenschaftlern. Sein Vater Manfred Markus war Professor für Anglistik an der Universität Innsbruck, seine Mutter Lehrerin. Sein Bruder Dirk Markus ist Gründer und Vorstandsvorsitzender des Beteiligungskonzerns Aurelius. Ron Markus wuchs in Deutschland, Österreich und den USA auf, studierte Betriebswirtschaftslehre an der Universität zu Köln und schloss sein Studium mit Prädikatsexamen ab. Während seines Studiums absolvierte er u. a. ein Praktikum für die Unternehmensberatung McKinsey & Company.
Nach seinem Studium arbeitete Markus für Virgin Records Deutschland. Als International Product Manager führte er das Album Turn it on Again der Gruppe Genesis auf Platz eins der deutschen Albumcharts. 2002 schlug er eine Laufbahn als Drehbuchautor und Producer ein. Er studierte Drehbuch an der Filmakademie Baden-Württemberg und absolvierte ein einjähriges Writers’ Program an der UCLA in Los Angeles, wo er auch als Assistant für den auf jüdische Filme spezialisierten Filmvertrieb Menemsha Films arbeitete. Fachjournalist Tilmann P. Gangloff schrieb über sein Drehbuch zur ZDF-Komödie Wachgeküsst: „Drehbuchautor Ron Markus […] erzählt seine Geschichte mit viel Liebe zu seinen Figuren und stets plausibel.“
Neben seiner Tätigkeit als Filmschaffender veröffentlichte er bei Kiepenheuer & Witsch den Satireroman Romantik für Anfänger. Markus unterrichtet als Drehbuchdozent an der Filmuniversität Babelsberg Konrad Wolf und war zu Gast in Deutschlands bekanntestem Rhetorik-Podcast von Birgit Schürmann.

## Filmografie (Auswahl)
- 2005: Stromberg (Fernsehserie) – Drehbuch
- 2011: Bollywood lässt Alpen glühen (Fernsehserie) – Produzent
- 2012: Flemming (Fernsehserie) – Produzent
- 2015: Letzte Spur Berlin (Fernsehserie) – Produzent
- 2016–18: Letzte Spur Berlin (Fernsehserie) – Drehbuch
- 2017: Der Lehrer (Fernsehserie) – Drehbuch
- 2018: Dogs of Berlin (Fernsehserie) – Drehbuch
- 2019: Wachgeküsst (Fernsehfilm) – Drehbuch
- 2019–20: Andere Eltern (Fernsehserie) – Drehbuch
- 2020: Bad Banks (Fernsehserie)

## Auszeichnungen und Preise
- 2005: Grimme-Preis für Stromberg
- 2020: Nominierung für den Grimme-Preis für Andere Eltern